# Consenso de Monterrey
O Consenso de Monterrey foi o resultado da Conferência Mundial sobre Financiamento para o Desenvolvimento, realizada na cidade mexicana de Monterrey, em março de 2002. No encontro,  reconheceu-se que as fontes financeiras externas não seriam suficientes para atingir os Objetivos de Desenvolvimento do Milênio e que seria necessário desenvolver novas estratégias para mobilizar recursos internos, bem como para atrair investimentos privados e utilizar adequadamente os recursos recebidos. Foram então discutidas as políticas nacionais para uma supervisão e regulamentação mais rígidas dos fluxos de capital, serviços bancários domésticos e empréstimos às corporações bem como supervisão dos bancos centrais.
No entanto, a delegação dos Estados Unidos, liderada por Nicholas Negroponte, retirou essas propostas criando um consenso enfraquecido.